# Proischnura
Proischnura é um género de libelinha da família Coenagrionidae.
Este género contém as seguintes espécies:
- Proischnura polychromaticum
- Proischnura subfurcata